# Gigantes de Carolina 2016 (pallavolo femminile)
Questa voce raccoglie le informazioni riguardanti le Gigantes de Carolina nella stagione 2016.

## Organigramma societario
Area direttiva
- Presidente: William López

Area tecnica
- Allenatore: Xiomara Molero

## Rosa
| N° | Nome                 | Ruolo | Data di nascita   | Nazionalità sportiva |
| -- | -------------------- | ----- | ----------------- | -------------------- |
| 1  | Laurie González      | L     | 8 maggio 1989     | Porto Rico           |
| 2  | Ileanushka Maldonado | L     | 16 ottobre 1993   | Porto Rico           |
| 3  | Yamari Padilla       | P     | 10 maggio ?       | Porto Rico           |
| 5  | Vanessa Vélez        | S/O   | 29 agosto 1986    | Porto Rico           |
| 6  | Marialix Reyes       | S     | 25 agosto 1993    | Porto Rico           |
| 7  | Aida Bauzá           | S     | 20 settembre 1989 | Porto Rico           |
| 10 | Zoé Sostre           | C     | 12 maggio 1993    | Porto Rico           |
| 11 | Elizabeth Campbell   | S     | 26 aprile 1994    | Stati Uniti          |
| 11 | Stephanie Niemer     | S     | 3 settembre 1989  | Stati Uniti          |
| 12 | Odemaris Díaz        | C     | 15 marzo 1982     | Porto Rico           |
| 13 | Daniela Bertrán      | S     | 29 gennaio 1986   | Porto Rico           |
| 14 | Lizzelle Cintrón     | C     | 5 marzo 1986      | Porto Rico           |
| 15 | Nicole Walch         | S     | 5 novembre 1993   | Stati Uniti          |
| 16 | Nomarie Esclusa      | P     | 7 luglio 1988     | Porto Rico           |
| 17 | Michelle Nogueras    | P     | 5 dicembre 1988   | Porto Rico           |
| 18 | Katherine Bell       | C/O   | 5 marzo 1993      | Stati Uniti          |

## Mercato
| Acquisti | Acquisti             | Acquisti              | Acquisti   |
| R.       | Nome                 | da                    | Modalità   |
| -------- | -------------------- | --------------------- | ---------- |
| L        | Laurie González      | Valencianas de Juncos | definitivo |
| L        | Ileanushka Maldonado | -                     | definitivo |
| P        | Yamari Padilla       | -                     | definitivo |
| S        | Marialix Reyes       | -                     | definitivo |
| C        | Zoé Sostre           | -                     | definitivo |
| S        | Elizabeth Campbell   | Ohio State            | definitivo |
| C        | Lizzelle Cintrón     | Lancheras de Cataño   | definitivo |
| S        | Nicole Walch         | Florida State         | definitivo |
| P        | Nomarie Esclusa      | -                     | definitivo |
| P        | Michelle Nogueras    | Köniz                 | definitivo |
| C/O      | Katherine Bell       | GS Caltex Seoul       | definitivo |
| S        | Stephanie Niemer     | Azəryol               | definitivo |

| Cessioni | Cessioni           | Cessioni             | Cessioni   |
| R.       | Nome               | a                    | Modalità   |
| -------- | ------------------ | -------------------- | ---------- |
| S        | Rachael Kidder     | -                    | ritirata   |
| P        | Jordaliz Mercado   | Changas de Naranjito | definitivo |
| L        | Ariana López       | Indias de Mayagüez   | definitivo |
| S/O      | Kylie Atherstone   | -                    | ritirata   |
| P        | Mariana Thon       | Lancheras de Cataño  | definitivo |
| C        | Darangelyss Yantín | -                    | ritirata   |
| L        | Stephanie Salas    | -                    | definitivo |
| C        | Wilnelia González  | -                    | definitivo |
| L        | Alexandra Rivera   | Indias de Mayagüez   | definitivo |
| S        | Elizabeth Campbell | -                    | definitivo |
| S        | Nicole Walch       | -                    | definitivo |

## Risultati

### LVSF

#### Regular season
| 1ª giornata - 20 gennaio 2016 Coliseo Guillermo Angulo, Carolina        | Gigantes de Carolina    | 1 - 3 | Orientales de Humacao   | 25-20, 20-25, 23-25, 24-26        |
| 2ª giornata - 23 gennaio 2016 Coliseo Guillermo Angulo, Carolina        | Gigantes de Carolina    | 1 - 3 | Changas de Naranjito    | 12-25, 9-25, 25-21, 22-25         |
| 3ª giornata - 29 gennaio 2016 Coliseo Cosme Beitia Sálamo, Cataño       | Lancheras de Cataño     | 2 - 3 | Gigantes de Carolina    | 19-25, 13-25, 25-23, 25-16, 13-15 |
| 4ª giornata - 31 gennaio 2016 Coliseo Guillermo Angulo, Carolina        | Gigantes de Carolina    | 0 - 3 | Capitalinas de San Juan | 21-25, 14-25, 20-25               |
| 5ª giornata - 4 febbraio 2016 Coliseo Guillermo Angulo, Carolina        | Gigantes de Carolina    | 3 - 1 | Valencianas de Juncos   | 14-25, 29-27, 25-19, 25-20        |
| 6ª giornata - 6 febbraio 2016 Coliseo Héctor Solá Bezares, Caguas       | Criollas de Caguas      | 3 - 1 | Gigantes de Carolina    | 25-19, 21-25, 18-25, 21-25        |
| 7ª giornata - 10 febbraio 2016 Coliseo Guillermo Angulo, Carolina       | Gigantes de Carolina    | 3 - 0 | Indias de Mayagüez      | 25-17, 25-20, 25-19               |
| 8ª giornata - 14 febbraio 2016 Coliseo Salvador Dijols, Ponce           | Leonas de Ponce         | 3 - 1 | Gigantes de Carolina    | 25-18, 25-18, 15-25, 25-21        |
| 9ª giornata - 17 febbraio 2016 Coliseo Emilio Huyke, Humacao            | Orientales de Humacao   | 3 - 1 | Gigantes de Carolina    | 25-12, 22-25, 25-23, 25-21        |
| 10ª giornata - 20 febbraio 2016 Coliseo Gelito Ortega, Naranjito        | Changas de Naranjito    | 3 - 0 | Gigantes de Carolina    | 26-24, 25-21, 25-17               |
| 11ª giornata - 26 febbraio 2016 Coliseo Guillermo Angulo, Carolina      | Gigantes de Carolina    | 3 - 1 | Lancheras de Cataño     | 25-17, 25-20, 22-25, 25-21        |
| 12ª giornata - 28 febbraio 2016 Coliseo Guillermo Angulo, Carolina      | Gigantes de Carolina    | 0 - 3 | Capitalinas de San Juan | 21-25, 20-25, 25-27               |
| 13ª giornata - 2 marzo 2016 Coliseo Rafael Amalbert, Juncos             | Valencianas de Juncos   | 3 - 0 | Gigantes de Carolina    | 26-24, 27-25, 25-20               |
| 14ª giornata - 5 marzo 2016 Coliseo Héctor Solá Bezares, Caguas         | Criollas de Caguas      | 3 - 0 | Gigantes de Carolina    | 25-17, 25-21, 25-15               |
| 15ª giornata - 9 marzo 2016 Coliseo Guillermo Angulo, Carolina          | Gigantes de Carolina    | 3 - 0 | Indias de Mayagüez      | 25-22, 27-25, 25-16               |
| 16ª giornata - 12 marzo 2016 Coliseo Salvador Dijols, Ponce             | Leonas de Ponce         | 3 - 1 | Gigantes de Carolina    | 26-28, 25-22, 25-22, 25-19        |
| 17ª giornata - 16 marzo 2016 Coliseo Guillermo Angulo, Carolina         | Gigantes de Carolina    | 3 - 1 | Changas de Naranjito    | 23-25, 28-26, 25-23, 25-16        |
| 18ª giornata - 18 marzo 2016 Coliseo Guillermo Angulo, Carolina         | Gigantes de Carolina    | 1 - 3 | Leonas de Ponce         | 17-25, 25-22, 23-25, 19-25        |
| 19ª giornata - 20 marzo 2016 Coliseo Cosme Beitia Sálamo, Cataño        | Lancheras de Cataño     | 2 - 3 | Gigantes de Carolina    | 22-25, 15-25, 25-13, 25-17, 13-15 |
| 20ª giornata - 22 marzo 2016 Coliseo Guillermo Angulo, Carolina         | Gigantes de Carolina    | 3 - 0 | Orientales de Humacao   | 25-15, 26-24, 25-22               |
| 21ª giornata - 24 marzo 2016 Coliseo Roberto Clemente, San Juan         | Capitalinas de San Juan | 3 - 1 | Gigantes de Carolina    | 19-25, 25-20, 25-17, 25-15        |
| 22ª giornata - 30 marzo 2016 Coliseo Rafael Amalbert, Juncos            | Valencianas de Juncos   | 0 - 3 | Gigantes de Carolina    | 18-25, 17-25, 17-25               |
| 23ª giornata - 1 aprile 2016 Coliseo Guillermo Angulo, Carolina         | Gigantes de Carolina    | 0 - 3 | Criollas de Caguas      | 20-25, 22-25, 20-25               |
| 24ª giornata - 5 aprile 2016 Palacio de Recreación y Deportes, Mayagüez | Indias de Mayagüez      | 0 - 3 | Gigantes de Carolina    | 23-25, 16-25, 16-25               |

#### Play-off
| Quarti di finale (gara 2) - 8 aprile 2016 Coliseo Héctor Solá Bezares, Caguas            | Criollas de Caguas   | 3 - 0 | Gigantes de Carolina | 25-23, 25-9, 25-20         |
| Quarti di finale (gara 4) - 11 aprile 2016 Palacio de Recreación y Deportes, Mayagüez    | Indias de Mayagüez   | 1 - 3 | Gigantes de Carolina | 25-19, 23-25, 23-25, 18-25 |
| Quarti di finale (gara 5) - 13 aprile 2016 Coliseo Guillermo Angulo, Carolina            | Gigantes de Carolina | 1 - 3 | Indias de Mayagüez   | 25-23, 23-25, 20-25, 20-25 |
| Quarti di finale (gara 6) - 14 aprile 2016 Coliseo Guillermo Angulo, Carolina            | Gigantes de Carolina | 0 - 3 | Criollas de Caguas   | 19-25, 21-25, 20-25        |
| Quarti di finale (spareggio) - 16 aprile 2016 Palacio de Recreación y Deportes, Mayagüez | Indias de Mayagüez   | 3 - 1 | Gigantes de Carolina | 22-25, 25-18, 31-29, 25-20 |

## Statistiche

### Statistiche di squadra
| Competizione | Punti | In casa | In casa | In casa | In trasferta | In trasferta | In trasferta | Totale | Totale | Totale |
| Competizione | Punti | G       | V       | P       | G            | V            | P            | G      | V      | P      |
| ------------ | ----- | ------- | ------- | ------- | ------------ | ------------ | ------------ | ------ | ------ | ------ |
| LVSF         | 28    | 14      | 6       | 8       | 15           | 5            | 10           | 29     | 11     | 18     |
| Totale       | -     | 14      | 6       | 8       | 15           | 5            | 10           | 29     | 11     | 18     |

G = partite giocate; V = partite vinte; P = partite perse